# Interpress-Film
Agencja Filmowo-Telewizyjna Interpress-Film – polska agencja zajmująca się produkcją filmów krótkometrażowych, dokumentalnych i animowanych.
W latach 1973–1991 Agencja wyprodukowała i zrealizowała ponad 650 filmów.